# 雷塞尔瓦
雷塞尔瓦是巴西巴拉那州的一个市镇。总面积1635.025平方公里，总人口25059人，人口密度15.3人/平方公里。